# Erynia ovispora
Erynia ovispora är en svampart som först beskrevs av Nowak., och fick sitt nu gällande namn av Remaud. & Hennebert 1980. Erynia ovispora ingår i släktet Erynia och familjen Entomophthoraceae.   Inga underarter finns listade i Catalogue of Life.